# Nasjonalbiblioteket

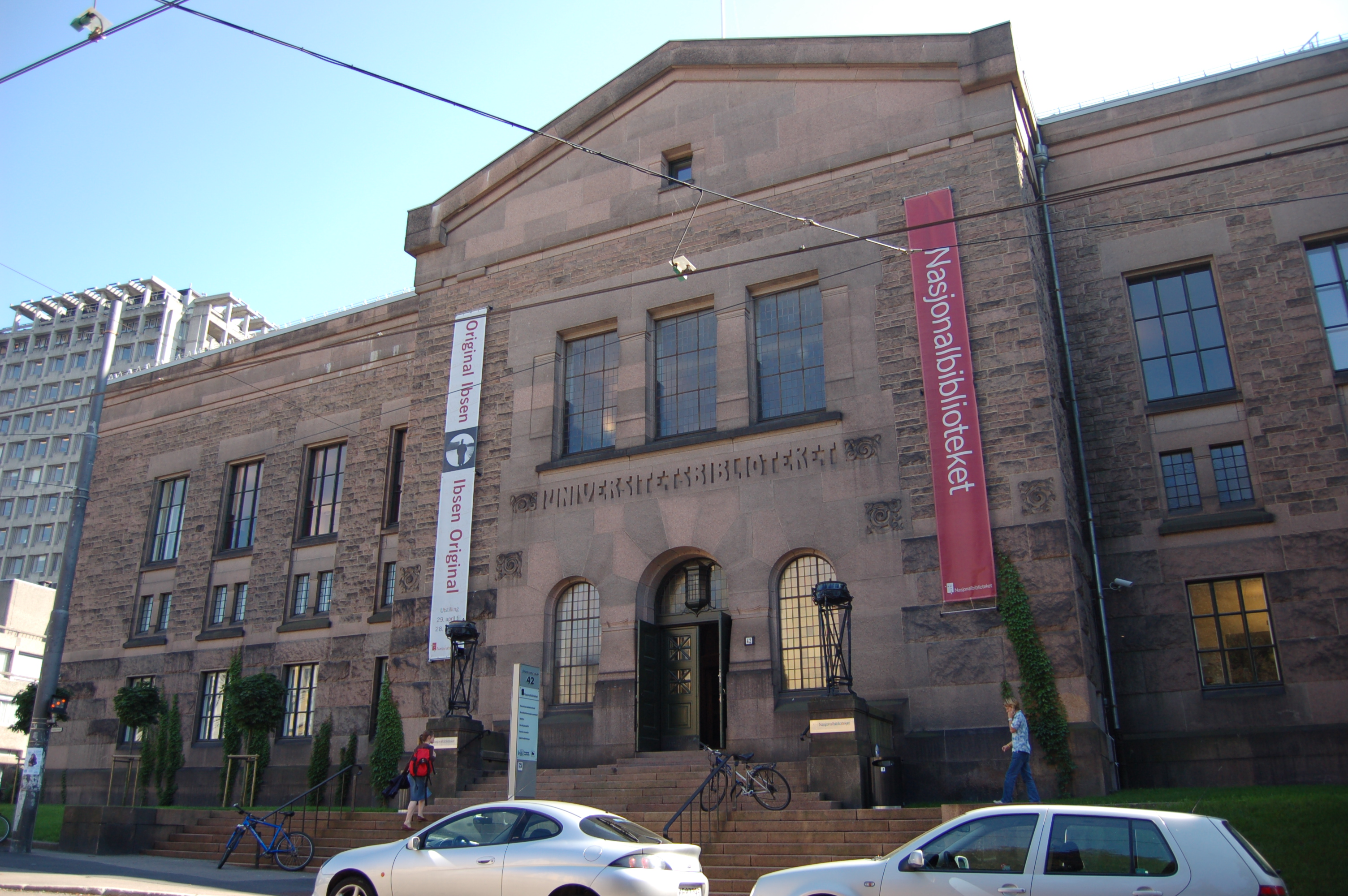
Nationalbibliothek am Solli plass in Oslo

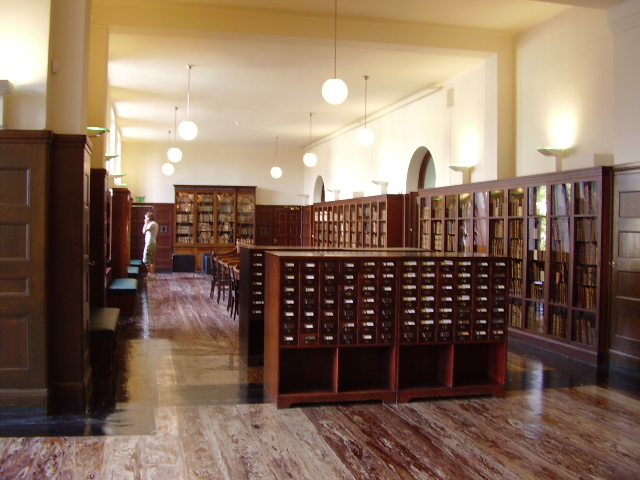
Interieur: Erste Etage der Nationalbibliothek

Die Nasjonalbiblioteket ist die norwegische Nationalbibliothek. Als nationaler Kultur- und Wissensspeicher soll sie nach eigenem Anspruch „die Vergangenheit für die Zukunft“ bewahren. Norwegische Buchverlage sind zur Ablieferung von Pflichtexemplaren an die Bibliothek verpflichtet.
Die Gründung der Nationalbibliothek geht auf einen Beschluss des Storting aus dem Jahr 1988 zurück. Sie unterhält heute zwei Standorte: in der Hauptstadt Oslo und im nordnorwegischen Mo i Rana. Die Abteilungen in Oslo wurden zunächst mit der seit 1811 bestehenden Universitätsbibliothek (UB) am Solli plass zusammengelegt. Seit deren Auslagerung im Jahr 1999 in Zusammenhang mit einem Neubau auf dem Universitätsareal sind die National- und die Universitätsbibliothek jedoch institutionell und räumlich unabhängig voneinander existierende Einrichtungen. An den beiden Dienstorten der Nationalbibliothek sind insgesamt 350 Mitarbeiter beschäftigt.
Nach notwendig gewordenen umfassenden Renovierungsarbeiten weihte König Harald V. das Haus in Oslo im August 2005 neu ein. Das spektakuläre Eröffnungszeremoniell, das in allen Stockwerken und Sälen stattfand und auf Großleinwände übertragen wurde, hatte die Choreographin Kjersti Alveberg unter Mitwirkung etablierter Künstler wie Jan Garbarek oder Kari Bremnes und Studierenden der Theaterhochschule gestaltet.
Der Etat der Nationalbibliothek, der 2016 bei knapp 532 Millionen Kronen (ca. 59 Millionen Euro) lag, wird vom norwegischen Kulturministerium festgelegt. Ihre Sammlung besteht seit der Trennung von der UB aus 2,9 Millionen Büchern und Zeitschriften, 135.000 Karten und Atlanten, 55.000 Filmrollen und 30.000 Originalmanuskripten. Über 200.000 Bilder befinden sich im Digitalarchiv der Bibliothek. Zu ihren ältesten Dokumenten zählen ein Gebetbuch aus Hedmark sowie das Magnus Lagabøters Landslov (eine Gesetzessammlung des norwegischen Königs Magnus Lagabøte) aus dem 13. bzw. 14. Jahrhundert. Weitere Schätze sind die Originalmanuskripte und der Großteil der Briefe des norwegischen Dramatikers Henrik Ibsen sowie die 2002 erworbenen Manuskripte und Briefe des Ehepaares Knut und Marie Hamsun.
Weiterhin verwaltet die Nationalbibliothek, zusammen mit dem Kon-Tiki-Museum, das Archiv des Archäologen Thor Heyerdahl. Es umfasst neben Tagebüchern, originalen Buch- und Artikelmanuskripten, privaten Briefen, Expeditionplänen, Artikeln und Zeitungsausschnitten auch einzigartiges Foto- und Filmmaterial. Das Archiv wurde im Jahr 2011 zum Weltdokumentenerbe erklärt.
Unter der URL bokhylla.no sollen bis 2017 alle bis zum Jahr 2000 in Norwegen erschienenen Bücher innerhalb Norwegens verfügbar sein.